# Ours (Taylor Swift)
Ours è un singolo della cantante statunitense Taylor Swift, pubblicato l'8 novembre 2011 come settimo estratto dal terzo album in studio Speak Now.

## Descrizione
"Ours" è una ballata country. La canzone è stata interamente scritta da Taylor Swift, che ha prodotto il brano assieme a Nathan Chapman. La canzone è scritta in chiave di do maggiore con la voce della cantante che copre due ottave, tra Mi3 e La4.  La canzone è stata definita una "lettera d'amore". Amy Sciarretto di Pop Crush la definì "una bella canzone lenta che dà sfoggio delle doti di Taylor Swift, ossia i suoi testi aperti e sinceri come un diario uniti a quella sua dolce voce." Karen Goodner di All Access descrisse il contenuto della canzone come "essere innamorati e sapere che è possibile superare anche i momenti bui."

## Accoglienza
Billy Dukes di Taste of Country scrisse: "Dal punto di vista del testo, 'Ours' assomiglia a 'Our Song', smielata ma deliziosa". Descrisse i versi come "scritti intelligentemente" e che "la produzione è un gradito distacco dai precedenti brani della Swift smussati e imbellettati." Liv Carter di Urban Country News definì "superbo" il songwriting di Taylor Swift, in grado di ricreare la scena con un perfetto utilizzo della lingua inglese. Amy Sciarretto di Pop Crush scrisse che Taylor Swift "ha tenuto in serbo il meglio". Erin Thompson di Seattle Weekly invece scrisse che "Ours" "continua a suonare come una confusione di metafore anche dopo un po' di ascolti". Allen Jacobs di Roughstock scrisse: "Ours potrebbe essere la sua miglior canzone dopo White Horse."

## Successo commerciale
Il singolo era già entrato alla posizione numero 71 della classifica canadese il 13 novembre 2010, alla 181 di quella britannica il 6 novembre dello stesso anno e alla 91 di quella australiana l'8 novembre, visto che in questi tre Paesi era uscita l'edizione deluxe dell'album in concomitanza con quella standard, mentre negli Stati Uniti è entrato alla numero 13 della classifica generale e alla 5 della classifica digitale con 148 000 copie digitali vendute in una settimana.

## Classifiche
| Classifica (2010-23) | Posizione massima |
| -------------------- | ----------------- |
| Australia            | 91                |
| Canada               | 68                |
| Filippine            | 19                |
| Regno Unito          | 181               |
| Stati Uniti          | 13                |

## Ours (Taylor's Version)
In seguito alla controversia con la sua precedente casa discografica e la vendita dei master delle pubblicazioni precedenti al suo contratto con la Republic Records, Swift ha cominciato a ri-registrare tutta la sua discografia dal 2006 al 2019, includendo anche brani non inclusi in alcun album in studio. Ogni reincisione presenta la dicitura Taylor's Version nel titolo, per distinguerla dall'incisione originale e quindi dal master non di proprietà della cantautrice.
Il 7 luglio 2023 Taylor Swift ha ripubblicato il brano sotto il nome Ours (Taylor's Version), incluso nell'album Speak Now (Taylor's Version).